# Alex McLeish
Alexander McLeish (21 de gener de 1959) és un exfutbolista escocès de la dècada de 1980 i entrenador.
Pel que fa a clubs, defensà els colors de l'Aberdeen FC durant la major part de la seva carrera. Fou internacional amb la selecció d'Escòcia amb la qual participà en la Copa del Món de futbol de 1982, 1986 i 1990.
Ha estat entrenador de Rangers, Hibernian, Aston Villa, Nottingham Forest, Genk i Escòcia, entre d'altres.

## Referències

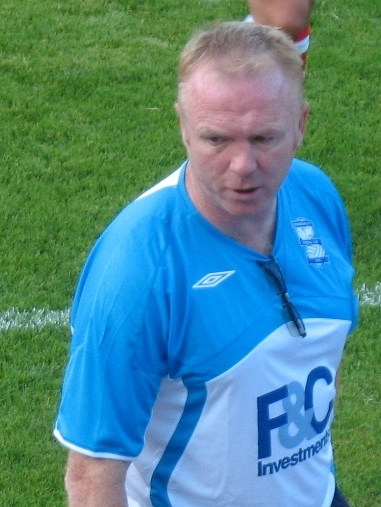
McLeish entrenador de Birmingham City FC el 2009.